# Phylica montana
Phylica montana är en brakvedsväxtart som beskrevs av Otto Wilhelm Sonder. Phylica montana ingår i släktet Phylica och familjen brakvedsväxter. Inga underarter finns listade i Catalogue of Life.